# 2015年7月香港

## 7月1日

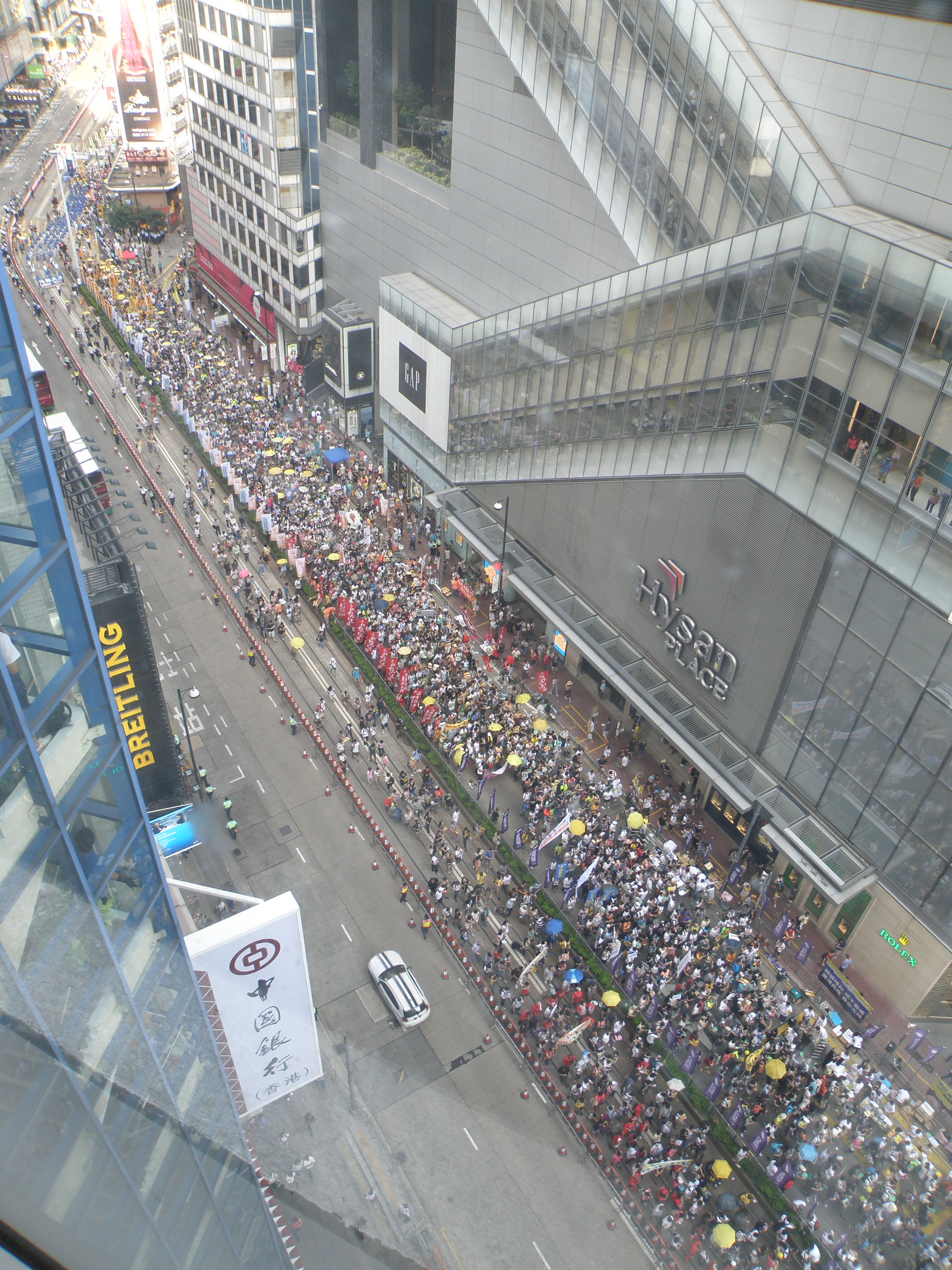
2015年七一大遊行情況

- - 逾48,000人參與七一大遊行，人數為2008年以來最低，有學者估計人數較少是預期之內，除了因為政改被否決後，短期缺乏爭取的目標，亦因為雨傘運動後，社會仍未復元等原因。惟學者亦表示政府不要因遊行人數少而認為社會有轉向，因為遊行亦有很多不同訴求，反映社會普遍對政府有不滿。而未來在機場興建第三跑道及新界東北發展計劃等問題上仍有爭議，相信政府施政仍有困難。[1]
  - 天文台表示，今早出現閏秒，即把時鐘撥慢一秒。今次閏秒的香港時間是七時五十九分五十九秒和八時零分零秒之間。[2]

## 7月2日
- - 廉政公署正式落實起訴一名維修商涉嫌在沙田翠湖花園圍標貪污案中，串謀多人提供合共4,500萬元賄款，以圍標方式取得沙田翠湖花園、濱景花園及土瓜灣華麗大廈的顧問及翻新工程合約。涉案維修商涉嫌串謀多人向翠湖花園業主立案法團主席及物業管理公司高層，提供4,360萬元賄款。[3]
  - 行政長官會同行政會議批准大老山隧道由明年元旦日起加價，平均加幅為11.9%，其中私家車每程加3元，巴士每程加1元，隧道公司亦承諾今次是2018年7月專營期屆滿前最後一次加價。有議員擔心大老山隧道加價會加劇獅子山隧道擠塞。[4]

## 7月3日
- - 人民力量議員陳志全在立法會內務委員會提出，在下星期三大會，向曾鈺成提出不信任動議，要求他辭職，但被內委會否決。[5]
  - 有網上媒體發佈一段立法會主席曾鈺成去年11月初出席私人活動時，就佔領事件發出涉嫌種族歧視的錄音。他當時引述朋友的意見，笑稱只要將重慶大廈內非洲黑人帶到佔領區，便可趕走佔領者。曾鈺成回應時強調絕無意思歧視黑人，言論假如引來不安他願意道歉。[6]

## 7月4日
- - 政府檢討中學教學語言微調政策，教育局局長吳克儉表示，為了維持學校穩定，決定未來六年維持現狀不變。換言之，32間原定要「落車」的英中可以繼續以全英文教學。教育局亦會向學校及教師提供支援，處理學生學習差異。[7]
  - 解放軍駐港部隊在青山訓練場進行陸空聯合實彈軍事演練，首次邀請本港各界代表及傳媒視察，出席者包括多名官員。演習模擬一批武裝分子匿藏在青山，企圖襲擊港九地區，被駐軍陸空部隊圍剿。[8]
  - 1996年八仙嶺山火生還者、香港灼傷互助會副主席張潤衡早前赴台探訪八仙樂園彩色派對火災中6名港人傷者，行為被網民批評為「做騷」，在傷口上灑鹽。張潤衡開記招承認「行得太快」，嚴重損害互助會形象，決定辭去副主席及執委職務。[9]
  - 民主黨立法會議員何俊仁宣佈不會再就政改問題辭職以引發變相公投，他解釋指由於目前社會對公投一事氣氛冷淡，加上未來接連有選舉進行，社會需要時間冷靜，以凝聚力量籌備選舉。[10]

## 7月6日
- - 全港的士關注非法載客取酬大聯盟發起的士慢駛行動，抗議Uber等手機叫車應用程式令無牌白牌車問題惡化，侵害的士權益。超過100部新界及市區的士分別在西灣河和九龍灣駛往金鐘政府總部，業界要求當局正面回應訴求，否則不排除發動罷駛及堵路。[11]
  - 中一派位放榜，46,659名小六學生有78%獲派第一志願中學，比例是近15來年最高，整體獲派首三志願達91%。因應升中人數減少，教育局局長吳克儉透露示將縮減41班中一。[12]
- 7月8日，中央救市措施未能穩定A股市場，拖累港股一度大跌逾2100點，創歷來最大日內點數跌幅，收市跌幅收窄至1458點，報23516點。[13]

## 7月9日
- - 熱帶風暴蓮花襲港，天文台在下午4時40分發出今年首個八號烈風或暴風信號，但雨勢未有顯著加強，天文台於晚上10時許改發三號強風信號，八號信號僅懸掛5個半小時，是本港歷來懸掛時間最第七短的8號風球。[14]
  - 特首梁振英出席立法會答問大會時，被問到會否承諾2017年不會競逐連任，梁振英拒絕回答並反指問題前設不符《基本法》及政治現實。其後多名建制派議員提出規程問題，要求曾鈺成將社民連梁國雄逐出議事廳，令曾鈺成罕有地斥責一眾建制派議員。另外在休會期間，民建聯蔣麗芸與陳偉業等人，一度爆發罵戰。[15]
  - 立法會三讀通過將今年9月3日，抗戰勝利紀念70周年訂為特別假期。[16]

## 7月10日
- - 啟晴邨住宅單位的自來水樣本被驗出含鉛量超標，房屋署公佈從啟晴邨79個食水樣本中發現四個水辦含鉛量超出世衞標準，有樣本更超標1.3倍。啟晴邨承建商中國建築工程過去10年承接最少11個公屋及居屋建築工程，消息一出，邨民紛紛搶購樽裝水，批評房署隱瞞，亦擔心長期飲用導致健康受損。[17]
  - 警司朱經緯在去年佔領行動期間，涉嫌用警棍毆打路人。警務處屬下的投訴警察課調查後認為投訴不成立，遭到監警會多數委員反對，投訴警察課修訂調查結果為「濫用職權」證明屬實，但監警會仍不接受有關結果，委員於會上以大比數12:6通過「毆打」投訴證明屬實，把結果發還投訴警察課。[18]
  - 一批旅客原定傍晚由香港坐郵輪「海洋航行者號」，前往日本沖繩及福岡，但受颱風影響，目的地要轉到泰國和越南，一批旅客不滿鼓譟。[19]

## 7月11日
- - 政府宣佈啟晴邨再多三個食水樣本含鉛量超出世衞標準，水務署首次證實涉事水喉匠林德深負責啟晴邨工程外，亦有承造5個公共屋邨的水管工程，包括水泉澳邨、屯門龍逸邨、長沙灣邨及葵盛圍葵聯邨的水喉工程。即日起當局會加開兩個街喉派水，派人安裝臨時水管到啟晴邨各大廈地下，亦會向居民派發樽裝水，衞生署和醫管局會在聯合醫院安排免費驗血。[20]
  - 多個本土派團體於旺角西洋菜南街發起反大媽及反廿三條行動，狙擊在場支持廿三條立法的親中團體，雙方互相對陣叫罵，晚上警方兩度施放胡椒噴霧，驅散示威者，又帶走本土力量的召集人。[21]
  - 新報宣布停刊，正式結束業務。[22]

## 7月13日
- - 香港賽馬會宣布與無綫電視合作，由八月起六合彩攪珠和賽馬將會改在無綫J2台直播。馬會表示與亞視的合作協議在馬季結束亦隨之完結，相信新的播放安排最能符合公眾利益。[23]
  - 公民黨成員曾健超去年10月在金鐘添馬公園懷疑被七名警員濫用私刑毆打，高院正式批出許可，讓曾健超就警務處處長拒絕提供涉事警員名單進行司法覆核。[24]

## 7月15日
- - 中學文憑試放榜，有11位7科考到5**的狀元，分別來自8間中學。今年有25,000名考生考獲入讀資助大學最低資格，平均每兩人爭奪一個聯招學位，競爭較往年為少。[25]
  - 成報母公司被法庭下令清盤，銀行戶口被凍結，未能向印刷公司支付印刷費用，令成報要暫停出版，但會在網上更新報道內容。臨時清盤人畢馬威會計師事務所人員，跟成報管理層會面，雙方對戶口是否被凍結仍然有分歧。 [26]

## 7月17日
- - 特首梁振英宣布委任調查委員會調查公屋食水含鉛事件，檢視公、私樓宇食水供應系統設計、維修等事宜，並正物色法官出任主席，表明會跟進有關人士責任問題。[27]
  - 本港法律界發起全球聯署行動，聲援內地被捕維權律師，包括13名前香港大律師公會主席及30名現任法律界選委等。[28]

## 7月18日
- - 政府公佈首批啟晴邨居民的血液含鉛水平化驗結果，結果顯示全部人正常，但來自啟晴邨的1名成年人及1名兒童的血鉛水平接近超標水平，分別每100毫升血含8.76微克及4.13微克鉛，接近成年人標準10微克及兒童標準5微克的警戒水平。[29]
  - 立法會財委會完成今屆立法會會期最後四小時的會議，但未能表決創新及科技局的撥款申請，要留待十月立法會復會後再審議。財委會經過一連加開的28小時會議，最後四小時終於輪到討論成立創新及科技局的撥款申請。建制派批評泛民拉布，拖延成立新局，矛頭更指向代表資訊科技界的議員莫乃光。[30]

## 7月19日
大埔區議會新富選區舉行補選，接替早前因欺詐津貼罪成而被判監的經民聯區議員羅舜泉。工黨秘書長郭永健得到1,392票，以約200票之差擊敗兩個建制派候選人。

## 7月20日
- - 瑪麗醫院爆發毛黴菌，五人受感染，其中兩人死亡，暫時未知死因與毛黴菌有無關。醫院初步相信，問題出在負責洗衣的深灣洗衣房，醫管局即時停用該洗衣房服務，又會調查洗衣工序，預計兩星期後有結果。[32]
  - 無綫新聞委託私家診所為兩個葵聯邨住戶進行驗血，結果其中一個家庭兩母子血液含鉛量超標。母親的樣本每百毫升血有6.5微克鉛，兒子更有7.2微克，按衛生署的標準，屬於「略高至偏高」。[33]
  - 壹傳媒旗下的《忽然1周》宣佈結束印刷及網上業務，全體編採部70人遣散，8月7日出版最後一期，即踏入創刊20周年之時。8月16日起原夾附在該刊的《飲食男女》及《Me》與《壹週刊》合併出版。 [34]

## 7月21日
- - 特首梁振英召開記者會，宣布民政事務局局長曾德成及公務員事務局局長鄧國威請辭，國務院已根據行政長官的提名和建議，免去兩人的職務，職位將會分別由政制及內地事務局副局長劉江華和海關關長張雲正接任。[35]
  - 政府公布啟晴邨及葵聯邨居民驗血結果，302人中有39人血液含鉛量超標，每100毫升驗出5至15微克鉛，27人是六歲以下小朋友，12人是餵母乳媽媽。衞生署和醫管局會對超標的哺乳婦女及兒童作跟進，衞生署會安排該批兒童到兒童體能智力測檢中心進行發展評估。政府又決定擴大驗血範圍，不排除為食水含鉛量超標的屋邨全面換喉。[36]
  - 西九文化區管理局董事局委任現任西九營運總裁柏志高，出任行政總裁，為期三年，接替下月提早離任的連納智。柏志高表示有信心做足三年任期。[37]

## 7月22日
- - 監警會再開會討論涉及警司朱經緯毆打市民的投訴，委員大比數覺得毋須重新審視早前的投票決定。[38]
  - 港島西半山般咸道在黃雨警告下發生塌樹，一棵納入《古樹名木冊》的細葉榕連根拔起扯塌護土牆倒下，擊中一名男報販及一名女途人。[39]
  - 港鐵斥資60億元購買內地製造的列車，將陸續取代觀塘綫、荃灣綫、港島綫及將軍澳綫的第一代列車。[40]
  - 民主黨在13個屋邨抽查了74個水辦化驗，發現當中有4個樣本重金屬含量超標，分別來自南區、大埔及屯門的屋邨。[41]

## 7月23日
中華基督教會基真小學前年的女童墮樓案，死因庭裁定死者羅芍淇死因存疑。

## 7月25日
當局安排早前被驗出血鉛水平超標的23名6歲以下兒童進行體能智力評估，當中有3名兒童發展較慢。

## 7月26日
天水圍天耀邨耀民樓32樓一單位揭發雙屍命案，84歲姓招老翁及其61歲姓朱女婿倒斃屋內，屍體發脹發臭疑死去多天，但估計死亡時間相差一至兩天。消息指出，招伯為肇事的天耀邨耀民樓單位戶主，不良於行及患有多種老人病，平日需坐輪椅及掛尿袋，沒有自理能力。警方調查後相信，朱從牀上墮地並非致命原因，不排除是病發失救猝死，懷疑招伯欲施以拯救時，亦不慎跌在地上，因無法報警及呼救無援，其後活活餓死。

## 7月27日
傢俬連鎖店DSC德爾斯面臨欠租，執達主任到過香港仔分店後，引發DSC全線分店下午出現「搶貨潮」。屯門、北角、沙田、旺角及九龍灣的DSC分店均人頭湧湧，大批顧客在店內掃貨，不少陳列架空空如也。

## 7月28日

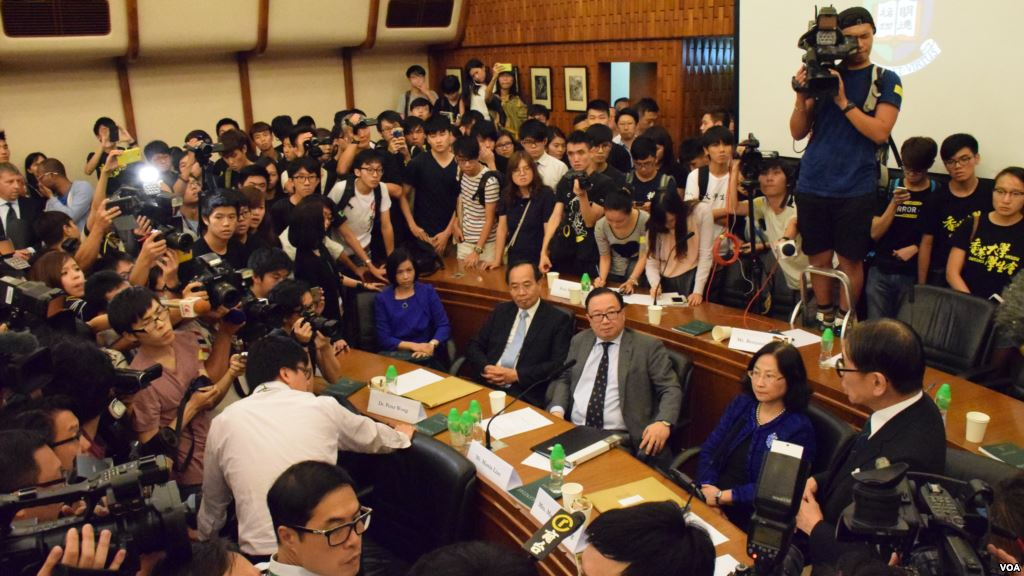
2015年7月28日，港大校委會進行會議，討論副校長任命等議題，其後示威者衝入會議場地

- - 市建局董事會通過推出首個資助房屋項目啟德煥然壹居，三百多個單位以市價八折發售，估計呎價超過一萬元，家庭月入上限是六萬元，但不接受單身人士申請。有市民批評房屋政策完全沒有理會單身人士的感受。[46]
  - 香港大學晚上開會討論副校長任命安排，決定維持「等埋首席副校」的決定。場外約100名學生衝進會議廳抗議，包圍李國章等校委要求交代，其間校務委員盧寵茂突然倒地，需送院檢查。[47]

## 7月30日
一名女文員於今年三月參與「光復元朗」反水貨客示威時遭警員推倒在地，致口鼻流血，鼻骨骨折，但被警方指以胸口撞向總督察，被裁定襲警罪成，判囚3個月15天。同案另一14歲少年，昨分別被判入獄3.5個月及入更生中心。暫委裁判官陳碧橋稱作出裁決及判刑後受到威嚇，擔心，重申沒有因此而害怕。律政司發言人則表示不排除就此展開司法行動。判刑前，逾70名市民於早上9時便到達庭外，等候旁聽，有行動不便者亦前來聲援。

## 7月31日
- 港大微生物學系主任袁國勇宣佈辭任校務委員會委員。他指過去百年社會有矛盾都可解決，但近三年的政治事件令港大每況愈下，無力帶領港大走出困局，決定辭任。[49]
- 通訊事務管理局宣佈，香港電視娛樂獲指配半條大氣電波數碼頻道用作提供免費電視服務，有效期由2016年4月2日至2027年3月31日，同時拒絕無綫電視獲指配更多頻譜。[50]